# Cristina da França
Cristina Maria da França (em francês: Christine Marie de France; Paris, 10 de fevereiro de 1606 – Turim, 27 de dezembro de 1663) foi uma Princesa da França e Regente de Saboia entre 1637 e 1663. Ela era filha de Henrique IV da França e de Maria de Médici, sua segunda esposa.

## Na França

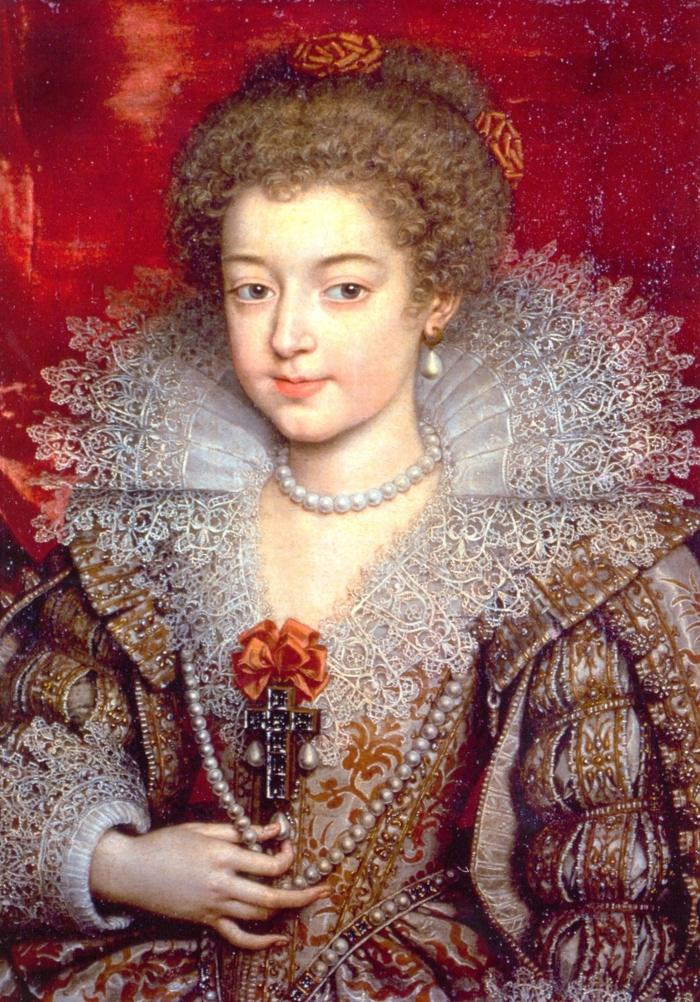
Retrato de Cristina da França por Frans Pourbus filho.

Cristina Maria da França nasceu no Palácio do Louvre em Paris, era a terceira filha, a segunda menina, do rei Henrique IV da França com sua segunda esposa Maria de Médici. Como filha do rei francês, ela era uma Filha da França (Fille de France). Entre os irmãos de Cristina estavam Luís XIII da França, Isabel, casada como rei Filipe IV de Espanha, e Henriqueta Maria, casada com o rei Carlos I da Inglaterra, o que fazia com que ela fosse cunhada dos monarcas espanhol e inglês, respectivamente. Durante a infância, sua educação foi supervisionada pela governanta real Françoise de Montglat.
Após o casamento de sua irmã mais velha, Isabel, em 1615, com o futuro Filipe IV da Espanha, Cristina herdou o título de Madame Real (Madame Royale), título reservado a filha solteira mais velha do rei francês. Após o seu próprio casamento, o título foi herdado pela sua irmã mais nova, Henriqueta Maria.

## Princesa do Piemonte
Cristina casou-se com Vítor Amadeu I, duque de Saboia, em 10 de fevereiro de 1619, no Palácio do Louvre, na capital francesa. De 1619 até a ascensão de seu marido em 1630, ela ostentava o título de princesa do Piemonte. Descrita como volátil e frívola, Cristina introduziu os costumes franceses à corte de Saboia. Ela residia entre o Palácio Madama, Castelo de Valentino, bem como no Palácio Real de Turim, os quais implementou reformas. Ela também adquiriria a Vigna di Madama Reale, antiga residência de seu cunhado o cardeal Maurício de Saboia.
A princesa fazia todo o possível para garantir que sua corte rivalizasse em esplendor com a de sua irmã Henriqueta Maria, esposa de Carlos I da Inglaterra. Apesar de terem uma certa rivalidade, as duas irmãs mantiveram uma intensa correspondência ao longo da vida, o que evidenciou sua estreita relação. Cristina foi uma confidente da exilada rainha Henriqueta, que frequentemente escrevia para ela sobre suas experiências durante a Guerra Civil Inglesa.
Ela também encorajou o marido a reivindicar o título de Rei de Chipre e Jerusalém e não escondia que preferia ser uma rainha do que uma duquesa, ela também queria transformar o Ducado de Saboia em uma pequena França.

## Duquesa e Regente de Saboia
Vítor Amadeu se tornou duque depois da morte de seu pai, Carlos Emanuel I de Saboia, em 1630. Cristina então assumiu a regência por seus dois filhos, Francisco Jacinto e Carlos Emanuel.
Os irmãos de Vítor Amadeu, Maurício, príncipe de Oneglia, e Tomás Francisco, príncipe de Carignano, disputavam o poder com a cunhada. Quando o primeiro herdeiro, Francisco Jacinto, morreu, em 1638, eles começaram a Guerra Civil do Piemonte, com apoio da Espanha. Os dois partidos da guerra eram chamados de "principisti" (que apoiavam os príncipes) e "madamisti" (que apoiavam a Madame Real).
Depois de quatro anos de luta, Cristina saiu vitoriosa, graças ao apoio da França. Ela não somente manteve o ducado para seu filho, como também impediu a França de alcançar muito poder no ducado. Ao concluir-se a paz em 1642, Maurício se casou com sua sobrinha Luísa Cristina, abandonando o título de cardeal e pedindo dispensa ao Papa Paulo V. Maurício se tornou o governador de Nice. Cristina Maria continuou firme no controle do Ducado de Saboia, até que seu filho pudesse seguir seus passos. Cristina morreu em Turim em 1637, aos 57 anos.

## Descendência
- Filho natimorto (1621)

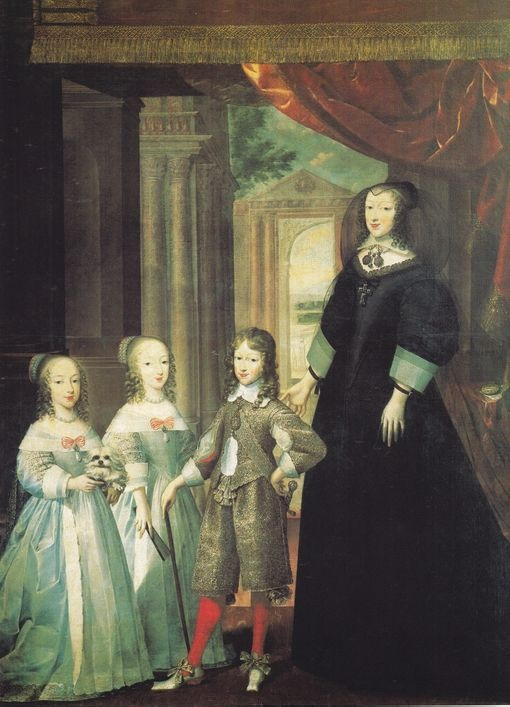
A duquesa com os filhos Carlos Emanuel, Margarida Violante e Henriqueta Adelaide.

- Luís Amadeu de Saboia (1622-1628), morreu na infância;
- Luísa Cristina de Saboia (27 de julho de 1629 - 14 de maio de 1692), casou-se em Turim com seu tio Maurício de Saboia, sem descendência;
- Francisco Jacinto, Duque de Saboia (14 de setembro de 1632 - 4 de outubro de 1638), apelidado de Flor do Paraíso. Sucedeu ao pai como Duque de Saboia, Aosta, Príncipe do Piemonte, Marquês de Saluzzo, Conde de Aosta, Moriana, Conde de Asti e Conde de Nice. Rei titular de Chipre em 1637, em nome de quem sua mãe, Cristina, tomou a regência. Morreu na infância;
- Carlos Emanuel II, Duque de Saboia (20 de junho de 1634 - 12 de junho de 1675), apelidado de O Adriano do Piemonte. Casou-se com Francisca Madalena de Orleães, sem descendência. Casou-se pela segunda vez com Maria Joana Batista de Saboia, com descendência.
- Margarida Violante de Saboia (15 de novembro de 1635 - 29 de abril de 1663), casou-se com Rainúncio II Farnésio, Duque de Parma, irmão de Alexandre, general espanhol, de Horácio, grande soldado naval. Guerreou o Papa que arrasou Castro. Sem descendência sobrevivente com Margarida, ele casou-se pela segunda vez com Isabel d’Este, filha de Francisco I de Módena e ainda em 1667 com sua cunhada Maria d'Este;
- Henriqueta Adelaide de Saboia (6 de novembro de 1636 - 18 de março de 1676), gêmea de Catarina Beatriz. Casou-se em Munique com Fernando Maria, Eleitor da Baviera, com descendência;
- Catarina Beatriz de Saboia (6 de novembro de 1636 - 26 de agosto de 1637), gêmea de Henriqueta Adelaide, morreu na infância.